# Villerías de Campos
Villerías de Campos är en kommun i Spanien.   Den ligger i provinsen Provincia de Palencia och regionen Kastilien och Leon, i den centrala delen av landet, 190 km nordväst om huvudstaden Madrid. Antalet invånare är 106. Arean är 22,0 kvadratkilometer.
Terrängen i Villerías de Campos är mycket platt.